# Korallhaj
Korallhaj (Triaenodon obesus) är en hajart som först beskrevs av Rüppell 1837.  Korallhaj är ensam i släktet Triaenodon som ingår i familjen revhajar. Inga underarter finns listade i Catalogue of Life.
Arten kallas också vitfenad revhaj.
Denna haj förekommer i havet nära kustlinjerna i Indiska oceanen och Stilla havet samt i tillhörande bihav. Korallhajen hittas bland annat öster om Afrika, kring Madagaskar, i Röda havet, vid Indien och Sri Lanka, vid de sydostasiatiska öarna, vid norra Australien, kring Nya Guinea, norrut till Japans Ryukyuöar, kring Oceaniens öar och väster om Centralamerika. Den kan dyka till 550 meters djup. Arten är vanligast i tropiska vatten med korallrev.
De flesta exemplar blir upp till 160 cm långa och de största individerna når en längd upp till 200 cm. Hanar och honor blir könsmogna när de är åtta till nio år gamla och cirka 105 cm långa. Honor lägger inga ägg utan föder upp till fem levande ungar med gulesäck. Ungarna är vid födelsen 52 till 60 cm långa. Honor har en kull per år.
Korallhajen fiskas för köttets och för olika kroppsdelars skull. Dessutom påverkas beståndet negativt när korallrev försvinner. Enligt uppskattningar minskade hela populationen under de senaste 37 åren (tre generationer, räknad från 2020) med 30 till 49 procent. Begränsade populationer som den vid Stora barriärrevet minskade med upp till 80 procent. IUCN kategoriserar arten globalt som sårbar.